# Connacht Rugby
Il Connacht Rugby (più conosciuto semplicemente come Connacht) è una franchigia professionistica irlandese di rugby a 15 che disputa la Celtic League e l'European Challenge Cup. La squadra rappresenta l'Irish Rugby Football Union Connacht Branch, una delle quattro sezioni della IRFU, responsabile dell'organizzazione e sviluppo del rugby a 15 nella provincia di Connacht.
La squadra gioca i suoi incontri casalinghi al Galway Sportsgrounds, che può ospitare 5.000 spettatori, aumentabili fino a 7.000 nelle partite più importanti. I colori societari sono una maglietta verde con inserti neri, pantaloncini neri e verdi e calzettoni neri. Il suo simbolo è una versione modificata della bandiera della provincia di Connacht e rappresenta l'unione di un'aquila e un braccio che brandisce una spada uniti nel mezzo.
Connacht può attingere da una base di praticanti largamente inferiore a quelle delle altre tre provincie, sia a causa dello scarso numero di abitanti della regione sia per la grande popolarità nella zona degli sport gaelici come hurling e calcio gaelico. Dispone solo del 7% del numero complessivo di tesserati irlandesi, tuttavia negli ultimi anni il rugby a 15 ha aumentato la propria diffusione e il numero di praticanti è in crescita.
Grazie al lavoro della Connacht Branch e al supporto dell'IRFU negli ultimi cinque anni la provincia ha registrato il più alto tasso di crescita d'Irlanda del numero di giocatori delle giovanili e di scuole che hanno inserito il rugby nel proprio programma.

## Storia
La sezione di Connacht dell'IRFU fu fondata nel 1885 e attualmente è composta da 19 club.
Il Connacht ha raggiunto i quarti di finale della European Challenge Cup nel 1997-98 e della Celtic League nel 2002-03.
La stagione 2003-04 è stata quella più ricca di soddisfazioni per la squadra della provincia irlandese; raggiunse la semifinale della Challenge Cup eliminata dagli Harlequins - poi vincitori della coppa - grazie a una meta di Will Greenwood a pochi minuti dal termine dell'incontro, nonché la semifinale di Celtic Cup. Connacht raggiunse la semifinale di Challenge Cup anche nella stagione successiva, sconfitto stavolta dai Sale Sharks.
Fino alla stagione 2005-06 La IRFU iscriveva il Connacht automaticamente alla Challenge Cup invece che all'Heineken Cup a prescindere dai risultati ottenuti dalla franchigia in Celtic League. Da allora invece ha deciso che la classifica di Celtic League sarebbe diventato l'unico criterio per determinare quali formazioni irlandesi sarebbero entrate in Heineken Cup l'anno successivo. In tale stagione Connacht terminò l'anno ultima tra le quattro franchigie irlandesi, finendo così comunque nella Challenge Cup, manifestazione a cui ha continuato a partecipare in ogni stagione.

## Lo status di squadra di sviluppo
Dato che il numero dei tesserati residenti nella provincia è notevolmente inferiore a quello delle altre tre, gran parte dei giocatori del Connacht viene reclutato nelle altre provincie, generalmente a livello di under 21 o giovanili. Tuttavia negli ultimi anni un crescente numero di giocatori originari della provincia sta riuscendo a passare dalle giovanili in prima squadra grazie a contratti di sviluppo. A causa però del fatto che la IRFU non ripartisce i finanziamenti in parti uguali tra le quattro provincie, spesso i giocatori che riescono a passare al professionismo finiscono poi per essere ingaggiati o dalle altre tre franchigie o da formazioni estere.
La IRFU ha designato Connacht come squadra di sviluppo, il che significa che riceve solo la metà dei finanziamenti che percepiscono le altre tre franchigie professionistiche irlandesi. Qualche anno fa si è anche ipotizzato una chiusura della franchigia al fine di risparmiare denaro, come fatto in altre nazioni con gli scozzesi Border Reivers e Caledonia Reds o i gallesi Celtic Warriors. Tale atteggiamento della federazione nei confronti della squadra ha notevolmente irritato i suoi tifosi che considerano il Connacht sottofinanziato e ritengono ingiusta tale sperequazione.

## Principali risultati
- European Challenge Cup
  - Semifinalista 2003-2004, 2004-2005, 2009-2010: 3
- Campionato irlandese interprovinciale:
  - Vincitore:   2 volte
- Pro12: 1 (Pro12 2015-16)

## Giocatori

### Giocatori che hanno vestito la maglia dei Lions
I giocatori che seguono hanno vestito in almeno un'occasione la maglia dei British and Irish Lions.
- Ray McLoughlin: 1966
- John O'Driscoll: 1980, 1983
- Ciaran Fitzgerald: 1983